# تجهیزات پایه (فوتبال)
تجهیزات پایه در فوتبال به مجموعهٔ تجهیزاتی می‌گویند که یک بازیکن فوتبال باید آن‌ها را داشته‌باشد. این تجهیزات پایه اجباری هستند و عبارتند از:
- یک پیراهن آستین‌دار که اگر پیراهن دیگری زیر آن پوشیده‌شود، باید به رنگ آستین پیراهن اصلی باشد.
- یک شورت ورزشی که اگر از زیرش شورت دیگری پوشیده‌شود، باید به‌رنگ شورت ورزشی باشد.
- جوراب ساق‌بلند که مانند جوراب ساق‌دار زنانه است.
- نگهبان ساق پا (قلم بند).
- کفش ورزشی.[۱]